# Route 122 (Québec)
Pour les articles homonymes, voir Route 122.
La route 122 (R-122) est une route nationale québécoise qui suit une orientation est / ouest sur la rive sud du fleuve Saint-Laurent. Elle dessert les régions administratives de la Montérégie et du Centre-du-Québec.

## Tracé
La route 122 débute à Saint-Gérard-Majella avec une orientation nord / sud jusqu'à Saint-Germain-de-Grantham, où elle bifurque vers l'est tout juste après avoir croisé l'A-20, qu'elle longe 2 kilomètres plus au sud jusqu'à Notre-Dame-du-Bon-Conseil. Sur ce trajet, elle traverse le centre-ville de Drummondville. Par la suite, elle s'éloigne de l'A-20 en direction de Victoriaville, son extrémité est.

## Localités traversées (d'ouest en est)
Liste des municipalités dont le territoire est traversé par la route 122, regroupées par municipalité régionale de comté.

### Montérégie
Pierre-De Saurel
- Yamaska
- Saint-Gérard-Majella
- Saint-David

### Centre-du-Québec
Drummond
- Saint-Guillaume
- Saint-Bonaventure
- Saint-Edmond-de-Grantham
- Saint-Germain-de-Grantham
- Drummondville
- Saint-Cyrille-de-Wendover

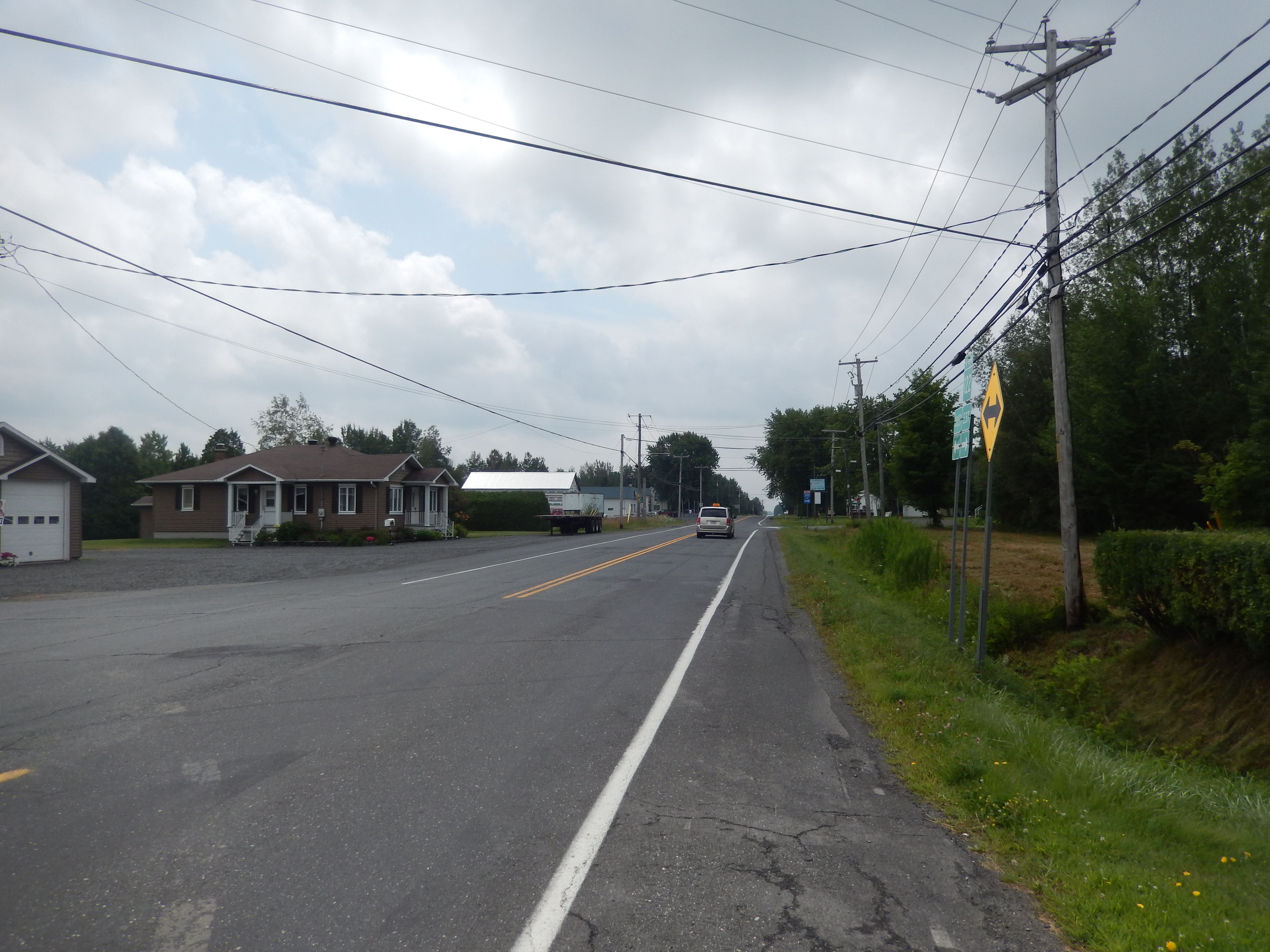
La route 122 à Notre-Dame-du-Bon-Conseil

- Notre-Dame-du-Bon-Conseil (Paroisse)
- Notre-Dame-du-Bon-Conseil (Village)

Arthabaska
- Sainte-Clotilde-de-Horton
- Saint-Albert
- Saint-Valère
- Victoriaville

## Intersections majeures
| MRC                     | Municipalité                        | km    | Destinations                                                     | Notes                                                                                      |
| ----------------------- | ----------------------------------- | ----- | ---------------------------------------------------------------- | ------------------------------------------------------------------------------------------ |
| Pierre-De Saurel        | Limite Yamaska–Saint-Gérard-Majella | 0,00  | R-132 – Sorel-Tracy, Yamaska, Saint-François-du-Lac              |                                                                                            |
| Drummond                | Saint-Guillaume                     | 15,30 | R-224 est – Saint-Bonaventure                                    | Terminus ouest du multiplex avec la R-224                                                  |
| Drummond                | Saint-Guillaume                     | 15,40 | R-224 ouest – Saint-Guillaume                                    | Terminus est du multiplex avec la R-224                                                    |
| Drummond                | Saint-Germain-de-Grantham           | 30,40 | A-20 – Montréal, Québec                                          | Sortie 170 de l'A-20                                                                       |
| Drummond                | Saint-Germain-de-Grantham           | 32,20 | R-239 nord – Saint-Eugène                                        | Terminus sud de la R-239                                                                   |
| Drummond                | Drummondville                       | 36,00 | A-55 – Montréal, Québec, Sherbrooke                              | Sortie 125 de l'A-55                                                                       |
| Drummond                | Drummondville                       | 39,70 | R-143 nord (Boulevard Saint-Joseph)                              | Terminus ouest du multiplex avec la R-143                                                  |
| Drummond                | Drummondville                       | 39,90 | R-143 sud (Boulevard Saint-Joseph)                               | Terminus est du multiplex avec la R-143                                                    |
| Drummond                | Saint-Cyrille-de-Wendover           | 48,00 | R-255 nord vers A-20 – Saint-Zéphirin-de-Courval, Baie-du-Fèbvre | Pas d'indications en direction est; terminus ouest du multiplex avec la R-255              |
| Drummond                | Saint-Cyrille-de-Wendover           | 50,90 | R-255 sud – Saint-Lucien, Saint-Félix-de-Kingsey, Kingsey Falls  | Terminus est du multiplex avec la R-255                                                    |
| Drummond                | Notre-Dame-du-Bon-Conseil           | 58,90 | R-259 nord vers A-20 – Sainte-Perpétue                           |                                                                                            |
| Arthabaska              | Saint-Albert                        | 79,60 | A-955 – Trois-Rivières, Warwick, Saint-Samuel, Saint-Albert      | Saint-Samuel et Saint-Albert indiqués en direction ouest, Warwick indiqué en direction est |
| Arthabaska              | Victoriaville                       | 87,80 | R-161 nord – Saint-Valère                                        | Terminus ouest du multiplex avec la R-161                                                  |
| Arthabaska              | Victoriaville                       | 90,70 | R-162 est – Saint-Rosaire, Saint-Louis-de-Blandford              | Terminus ouest de la R-162                                                                 |
| Arthabaska              | Victoriaville                       | 95,30 | R-116 / R-161 sud – Princeville, Plessisville, Warwick           | Terminus est du multiplex avec la R-161                                                    |
| - Terminus de multiplex |                                     |       |                                                                  |                                                                                            |